# Llista de topònims de Lloret de Mar
Llista de topònims (noms propis de lloc) del municipi de Lloret de Mar, a la Selva
Informació actualitzada per un bot. Els canvis manuals es perdran quan s'actualitzi!

## cabana
| imatge | Nom                    | Ubicat a      | instància de | Detalls                     | coordenades                                                       | Protecció                                  | Commons (més fotos)                 | Dades a WD                    |
| ------ | ---------------------- | ------------- | ------------ | --------------------------- | ----------------------------------------------------------------- | ------------------------------------------ | ----------------------------------- | ----------------------------- |
|        | barraques agrícoles    | Lloret de Mar | cabana       | Estil: arquitectura popular | 41° 41′ 30″ N, 2° 49′ 42″ E / 41.6917°N,2.82844°E                 | bé integrant del patrimoni cultural català | Barraques agrícoles (Lloret de Mar) | Modifica les dades a Wikidata |
|        | caseta d'en Joncadella | Lloret de Mar | cabana       |                             | 41° 42′ 14″ N, 2° 53′ 09″ E / 41.703857391419°N,2.8858059863759°E |                                            |                                     | Modifica les dades a Wikidata |

## cap
| imatge | Nom               | Ubicat a      | instància de | Detalls | coordenades                                          | Protecció | Commons (més fotos) | Dades a WD                    |
| ------ | ----------------- | ------------- | ------------ | ------- | ---------------------------------------------------- | --------- | ------------------- | ----------------------------- |
|        | Punta de Banys    | Lloret de Mar | cap          |         | 41° 42′ N, 2° 51′ E / 41.7°N,2.85°E                  |           |                     | Modifica les dades a Wikidata |
|        | Punta de sa Goita | Lloret de Mar | cap          |         | 41° 42′ 03″ N, 2° 52′ 40″ E / 41.700839°N,2.877903°E |           |                     | Modifica les dades a Wikidata |
|        | Punta des Canó    | Lloret de Mar | cap          |         | 41° 41′ 12″ N, 2° 49′ 08″ E / 41.68674°N,2.81894°E   |           |                     | Modifica les dades a Wikidata |

## capella
| imatge | Nom                                                 | Ubicat a      | instància de | Detalls                                                                        | coordenades                                          | Protecció | Commons (més fotos)                                 | Dades a WD                    |
| ------ | --------------------------------------------------- | ------------- | ------------ | ------------------------------------------------------------------------------ | ---------------------------------------------------- | --------- | --------------------------------------------------- | ----------------------------- |
|        | capella del Baptisteri de Sant Romà de Lloret       | Lloret de Mar | capella      | Arquitecte: Bonaventura Conill i Montobbio Estil: arquitectura modernista 1916 | 41° 41′ 58″ N, 2° 50′ 52″ E / 41.699581°N,2.847679°E |           | Capella del Baptisteri de Sant Romà de Lloret       | Modifica les dades a Wikidata |
|        | capella del Santíssim de Sant Romà de Lloret de Mar | Lloret de Mar | capella      | Arquitecte: Bonaventura Conill i Montobbio Estil: arquitectura modernista 1916 | 41° 41′ 58″ N, 2° 50′ 52″ E / 41.699581°N,2.847679°E |           | Capella del Santíssim de Sant Romà de Lloret de Mar | Modifica les dades a Wikidata |

## casa
| imatge | Nom                                      | Ubicat a      | instància de    | Detalls                                                  | coordenades | Protecció                                            | Commons (més fotos)                    | Dades a WD                    |
| ------ | ---------------------------------------- | ------------- | --------------- | -------------------------------------------------------- | --- | ---------------------------------------------------- | -------------------------------------- | ----------------------------- |
|        | Antiga Pabordia                          | Lloret de Mar | casa            | Estil: arquitectura popular                              | 41° 41′ 55″ N, 2° 50′ 47″ E / 41.6985°N,2.84629°E ca:Plaça d'Espanya, 5 | bé cultural d'interès local                          | Antiga Pabordia (Lloret de Mar)        | Modifica les dades a Wikidata |
|        | Cafè Latino                              | Lloret de Mar | casa            | Estil: arquitectura popular                              | 41° 41′ 54″ N, 2° 50′ 45″ E / 41.6982°N,2.84575°E | bé cultural d'interès local                          | Cafè Latino (Lloret de Mar)            | Modifica les dades a Wikidata |
|        | Can Font                                 | Lloret de Mar | casa            | Estil: arquitectura modernista arquitectura neoclàssica  | 41° 42′ 02″ N, 2° 50′ 48″ E / 41.7005°N,2.8468°E ca:Carrer Sant Carles, 16-18                                                                                                   | bé cultural d'interès local                          | Can Font (Lloret de Mar)               | Modifica les dades a Wikidata |
|        | Can Gallissà                             | Lloret de Mar | casa            | Estil: arquitectura eclèctica                            | 41° 42′ 07″ N, 2° 50′ 57″ E / 41.702°N,2.84909°E ca:Plaça París, 1 | bé cultural d'interès local                          | Can Gallissà (Lloret de Mar)           | Modifica les dades a Wikidata |
|        | Can Garriga                              | Lloret de Mar | casa            | Estil: arquitectura eclèctica                            | 41° 41′ 59″ N, 2° 51′ 03″ E / 41.699613°N,2.850724°E ca:Carrer del Lleó, núms. 2 i 4, carrer de Joan Durall, núms. 2 i 4, travessia de Venècia i passeig de Camprodon i Arrieta | bé cultural d'interès local                          | Can Garriga (Lloret de Mar)            | Modifica les dades a Wikidata |
|        | Can Grassot                              | Lloret de Mar | casa casa forta | Estil: arquitectura eclèctica                            | 41° 41′ 56″ N, 2° 50′ 45″ E / 41.6988°N,2.8457°E | bé d'interès cultural bé cultural d'interès nacional | Can Grassot (Lloret de Mar)            | Modifica les dades a Wikidata |
|        | Can Grau                                 | Lloret de Mar | casa            | Estil: arquitectura popular                              | 41° 41′ 57″ N, 2° 50′ 47″ E / 41.6991°N,2.84627°E | bé integrant del patrimoni cultural català           | Can Grau (Lloret de Mar)               | Modifica les dades a Wikidata |
|        | Can Lluhí                                | Lloret de Mar | casa            | Estil: historicisme arquitectònic                        | 41° 42′ 06″ N, 2° 50′ 44″ E / 41.7016°N,2.84565°E | bé cultural d'interès local                          | Can Lluhí (Lloret de Mar)              | Modifica les dades a Wikidata |
|        | Casa Armengol                            | Lloret de Mar | casa            | Estil: noucentisme                                       | 41° 42′ 07″ N, 2° 51′ 28″ E / 41.7019°N,2.85764°E | bé integrant del patrimoni cultural català           | Casa Armengol (Lloret de Mar)          | Modifica les dades a Wikidata |
|        | Casa Cabanyes                            | Lloret de Mar | casa            | Estil: arquitectura eclèctica                            | 41° 42′ 00″ N, 2° 50′ 52″ E / 41.7001°N,2.84788°E ca:Carrer d'Agustí Cabañas, 3                                                                                                 | bé cultural d'interès local                          | Casa Cabanyes (Lloret de Mar)          | Modifica les dades a Wikidata |
|        | Casa Marlés                              | Lloret de Mar | casa            | Estil: arquitectura popular                              | 41° 41′ 58″ N, 2° 50′ 49″ E / 41.6995°N,2.84701°E | bé cultural d'interès local                          | Casa Marlés (Lloret de Mar)            | Modifica les dades a Wikidata |
|        | Casa Ramon                               | Lloret de Mar | casa            | Estil: arquitectura popular                              | 41° 41′ 55″ N, 2° 50′ 46″ E / 41.6986°N,2.84613°E ca:Carrer de Sant Martí, 14                                                                                                   | bé cultural d'interès local                          | Casa Ramon (Lloret de Mar)             | Modifica les dades a Wikidata |
|        | Casa Roviralta                           | Lloret de Mar | casa            |                                                          | 41° 41′ 28″ N, 2° 49′ 36″ E / 41.69107°N,2.82678°E | bé cultural d'interès local                          |                                        | Modifica les dades a Wikidata |
|        | Casa popular de maçoneria                | Lloret de Mar | casa            | Estil: arquitectura popular                              | 41° 41′ 53″ N, 2° 50′ 38″ E / 41.69805°N,2.84386°E | bé cultural d'interès local                          |                                        | Modifica les dades a Wikidata |
|        | Habitatge al carrer Sant Romà, 15        | Lloret de Mar | casa            | Estil: arquitectura popular Estat: enderrocat o destruït | | bé integrant del patrimoni cultural català           |                                        | Modifica les dades a Wikidata |
|        | casa al carrer Santa Caterina, 12        | Lloret de Mar | casa            | Estil: arquitectura popular                              | 41° 42′ 01″ N, 2° 50′ 57″ E / 41.70031°N,2.84912°E | bé cultural d'interès local                          |                                        | Modifica les dades a Wikidata |
|        | habitatge al carrer Santa Cristina, 16   | Lloret de Mar | casa            | Estil: arquitectura popular                              | 41° 41′ 54″ N, 2° 50′ 43″ E / 41.6984°N,2.84536°E | bé cultural d'interès local                          | Habitatge al carrer Santa Cristina, 16 | Modifica les dades a Wikidata |
|        | habitatge al carrer Sénia del Barral, 11 | Lloret de Mar | casa            | Estil: arquitectura popular Estat: enderrocat o destruït | 41° 42′ 01″ N, 2° 51′ 06″ E / 41.7004°N,2.8517°E | bé integrant del patrimoni cultural català           |                                        | Modifica les dades a Wikidata |

## edifici
| imatge | Nom                                                                    | Ubicat a      | instància de    | Detalls                                                     | coordenades                                                                                      | Protecció                                  | Commons (més fotos)                    | Dades a WD                    |
| ------ | ---------------------------------------------------------------------- | ------------- | --------------- | ----------------------------------------------------------- | ------------------------------------------------------------------------------------------------ | ------------------------------------------ | -------------------------------------- | ----------------------------- |
|        | Antic Cal Ganxó                                                        | Lloret de Mar | edifici         | Estil: arquitectura popular Estat: enderrocat o destruït    |                                                                                                  | bé integrant del patrimoni cultural català |                                        | Modifica les dades a Wikidata |
|        | Antic Can Gelats                                                       | Lloret de Mar | edifici         | Estil: arquitectura modernista Estat: enderrocat o destruït | ca:Carrer Enric Prat de la Riba, 5                                                               | bé integrant del patrimoni cultural català |                                        | Modifica les dades a Wikidata |
|        | Antic Escorxador                                                       | Lloret de Mar | edifici         |                                                             | 41° 42′ 18″ N, 2° 50′ 33″ E / 41.7051°N,2.84253°E ca:Avinguda de Vidreres, 58 / Carrer Aiguaviva | bé cultural d'interès local                | Antic Escorxador (Lloret de Mar)       | Modifica les dades a Wikidata |
|        | Antigues Cotxeres de Can Font                                          | Lloret de Mar | edifici         |                                                             | 41° 42′ 01″ N, 2° 50′ 49″ E / 41.70034°N,2.84695°E                                               | bé cultural d'interès local                |                                        | Modifica les dades a Wikidata |
|        | Can Cabanyes                                                           | Lloret de Mar | edifici         | Estil: arquitectura eclèctica Estat: enderrocat o destruït  |                                                                                                  | bé integrant del patrimoni cultural català |                                        | Modifica les dades a Wikidata |
|        | Can Coll                                                               | Lloret de Mar | edifici         | Estil: arquitectura popular Estat: enderrocat o destruït    |                                                                                                  | bé integrant del patrimoni cultural català |                                        | Modifica les dades a Wikidata |
|        | Castell d'en Plaja                                                     | Lloret de Mar | edifici castell | Estil: historicisme arquitectònic                           | 41° 41′ 57″ N, 2° 51′ 35″ E / 41.6993°N,2.85965°E ca:Passeig de Sa Caleta                        | bé cultural d'interès local                | Castell d'en Plaja                     | Modifica les dades a Wikidata |
|        | Cinema Modern                                                          | Lloret de Mar | edifici         | Estil: arquitectura modernista 1915                         | 41° 41′ 57″ N, 2° 50′ 45″ E / 41.6991°N,2.84585°E ca:Plaça del Carme, 6                          | bé integrant del patrimoni cultural català | Antic Cinema Modern (Lloret de Mar)    | Modifica les dades a Wikidata |
|        | Dues cases d'esbarjo aïllades al conjunt monumental Sant Pere del Bosc | Lloret de Mar | edifici         |                                                             |                                                                                                  | bé cultural d'interès local                |                                        | Modifica les dades a Wikidata |
|        | Es Tint de ses Xarxes                                                  | Lloret de Mar | edifici         | Estil: arquitectura popular                                 | 41° 42′ 03″ N, 2° 51′ 07″ E / 41.70078°N,2.85199°E                                               | bé cultural d'interès local                |                                        | Modifica les dades a Wikidata |
|        | Hotel Guitart Rosa                                                     | Lloret de Mar | edifici         | Estil: arquitectura eclèctica                               | 41° 42′ 07″ N, 2° 50′ 43″ E / 41.7019°N,2.84528°E                                                | bé integrant del patrimoni cultural català | Hotel Guitart Rosa (Lloret de Mar)     | Modifica les dades a Wikidata |
|        | Hotel Roger de Flor                                                    | Lloret de Mar | edifici         |                                                             | 41° 42′ 06″ N, 2° 51′ 12″ E / 41.7017°N,2.85336°E                                                | bé cultural d'interès local                | Hotel Roger de Flor                    | Modifica les dades a Wikidata |
|        | Torre Campderà                                                         | Lloret de Mar | edifici         | Estat: enderrocat o destruït                                |                                                                                                  | bé integrant del patrimoni cultural català |                                        | Modifica les dades a Wikidata |
|        | el Liceu                                                               | Lloret de Mar | edifici         | Arquitecte: Fèlix de Azúa i de Pastors                      | 41° 41′ 55″ N, 2° 50′ 49″ E / 41.69861°N,2.84689°E                                               | bé cultural d'interès local                | Can Durall (Lloret de Mar)             | Modifica les dades a Wikidata |
|        | les Casetes de l'Àngel                                                 | Lloret de Mar | edifici         | Estil: arquitectura modernista                              | 41° 42′ 44″ N, 2° 48′ 37″ E / 41.7121°N,2.81023°E                                                | bé cultural d'interès local                | Les Casetes de l'Àngel (Lloret de Mar) | Modifica les dades a Wikidata |

## entitat singular de població
| imatge | Nom                | Ubicat a      | instància de                                                                   | Detalls                                   | coordenades                                                                                     | Protecció | Commons (més fotos) | Dades a WD                    |
| ------ | ------------------ | ------------- | ------------------------------------------------------------------------------ | ----------------------------------------- | ----------------------------------------------------------------------------------------------- | --------- | ------------------- | ----------------------------- |
|        | Canyelles          | Lloret de Mar | entitat singular de població                                                   | 728 hab                                   | 41° 42′ 35″ N, 2° 53′ 07″ E / 41.709749°N,2.885386°E 107 msnm                                   |           |                     | Modifica les dades a Wikidata |
|        | Lloret de Mar      | Lloret de Mar | entitat singular de població ens local històric de Catalunya capital municipal | 36769 hab                                 | 41° 42′ 00″ N, 2° 50′ 44″ E / 41.69993°N,2.84565°E 5 msnm                                       |           |                     | Modifica les dades a Wikidata |
|        | Papalús            | Lloret de Mar | entitat singular de població                                                   | 333 hab                                   | 41° 41′ 55″ N, 2° 49′ 05″ E / 41.698513°N,2.818128°E 33 msnm                                    |           |                     | Modifica les dades a Wikidata |
|        | Sant Pere del Bosc | Lloret de Mar | entitat singular de població                                                   | Estil: historicisme arquitectònic 548 hab | 41° 42′ 42″ N, 2° 47′ 26″ E / 41.71166667°N,2.79055556°E ca:Camí de Sant Pere del Bosc 133 msnm |           | Sant Pere del Bosc  | Modifica les dades a Wikidata |
|        | Santa Cristina     | Lloret de Mar | entitat singular de població                                                   | 28 hab                                    | 41° 41′ 25″ N, 2° 48′ 19″ E / 41.690200934458°N,2.8054135486951°E 64 msnm                       |           |                     | Modifica les dades a Wikidata |
|        | el Mas Rossell     | Lloret de Mar | entitat singular de població                                                   | 732 hab                                   | 41° 43′ 14″ N, 2° 52′ 33″ E / 41.72046524°N,2.87580373°E 250 msnm                               |           |                     | Modifica les dades a Wikidata |
|        | l'Hostalet         | Lloret de Mar | entitat singular de població                                                   | 2686 hab                                  | 41° 44′ 10″ N, 2° 49′ 04″ E / 41.73607868°N,2.81770333°E 215 msnm                               |           |                     | Modifica les dades a Wikidata |
|        | les Alegries       | Lloret de Mar | entitat singular de població                                                   | 310 hab                                   | 41° 43′ 04″ N, 2° 49′ 50″ E / 41.717783°N,2.830438°E 24 msnm                                    |           |                     | Modifica les dades a Wikidata |

## església
| imatge | Nom                            | Ubicat a      | instància de    | Detalls                                                                                       | coordenades                                                                       | Protecció                   | Commons (més fotos)                        | Dades a WD                    |
| ------ | ------------------------------ | ------------- | --------------- | --------------------------------------------------------------------------------------------- | --------------------------------------------------------------------------------- | --------------------------- | ------------------------------------------ | ----------------------------- |
|        | Ermita de Sant Quirze          | Lloret de Mar | església ermita | Estil: arquitectura popular Anomenat per: Quirze i Julita de Tars                             | 41° 42′ 10″ N, 2° 50′ 00″ E / 41.70286°N,2.83325°E ca:Carrer de Pitàgores         | bé cultural d'interès local | Sant Quirze de Lloret                      | Modifica les dades a Wikidata |
|        | Ermita de Santa Cristina       | Lloret de Mar | església ermita | Estil: arquitectura barroca                                                                   | 41° 41′ 16″ N, 2° 48′ 58″ E / 41.687784°N,2.816148°E                              | bé cultural d'interès local | Ermita de Santa Cristina (Lloret de Mar)   | Modifica les dades a Wikidata |
|        | Ermita de les Alegries         | Lloret de Mar | església ermita | Estil: arquitectura romànica arquitectura popular                                             | 41° 43′ 03″ N, 2° 49′ 46″ E / 41.7175°N,2.82954°E                                 | bé cultural d'interès local | Santuari de la Mare de Déu de les Alegries | Modifica les dades a Wikidata |
|        | Sant Romà de Lloret            | Lloret de Mar | església        | Arquitecte: Bonaventura Conill i Montobbio Estil: arquitectura modernista arquitectura gòtica | 41° 41′ 59″ N, 2° 50′ 51″ E / 41.699746°N,2.847484°E ca:Plaça de l'Església       | bé cultural d'interès local | Sant Romà de Lloret                        | Modifica les dades a Wikidata |
|        | Santuari de Sant Pere del Bosc | Lloret de Mar | església        | Estil: arquitectura eclèctica                                                                 | 41° 42′ 42″ N, 2° 47′ 25″ E / 41.71158611°N,2.79037222°E                          | bé cultural d'interès local | Santuari de Sant Pere del Bosc             | Modifica les dades a Wikidata |
|        | capella dels Sants Metges      | Lloret de Mar | església        | Estil: arquitectura popular                                                                   | 41° 41′ 57″ N, 2° 50′ 46″ E / 41.69915°N,2.846°E ca:Carrer de l'Hospital Vell, 16 | bé cultural d'interès local | Capella dels Sants Metges (Lloret de Mar)  | Modifica les dades a Wikidata |

## font
| imatge | Nom                 | Ubicat a      | instància de | Detalls | coordenades                                                         | Protecció | Commons (més fotos) | Dades a WD                    |
| ------ | ------------------- | ------------- | ------------ | ------- | ------------------------------------------------------------------- | --------- | ------------------- | ----------------------------- |
|        | font de Banys       | Lloret de Mar | font         |         | 41° 41′ 45″ N, 2° 50′ 33″ E / 41.6957538161402°N,2.84249670962552°E |           |                     | Modifica les dades a Wikidata |
|        | font dels Capellans | Lloret de Mar | font         |         | 41° 43′ 05″ N, 2° 50′ 57″ E / 41.718001208733°N,2.84905438546708°E  |           |                     | Modifica les dades a Wikidata |

## masia
| imatge | Nom                    | Ubicat a      | instància de | Detalls                     | coordenades                                                           | Protecció                   | Commons (més fotos)           | Dades a WD                    |
| ------ | ---------------------- | ------------- | ------------ | --------------------------- | --------------------------------------------------------------------- | --------------------------- | ----------------------------- | ----------------------------- |
|        | Ca l'Ansiós            | Lloret de Mar | masia        |                             | 41° 42′ 22″ N, 2° 49′ 56″ E / 41.7061875808563°N,2.83224257947682°E   |                             |                               | Modifica les dades a Wikidata |
|        | Ca la Fidela           | Lloret de Mar | masia        |                             | 41° 42′ 42″ N, 2° 50′ 09″ E / 41.7116782595246°N,2.83594267273353°E   |                             |                               | Modifica les dades a Wikidata |
|        | Ca la Mare-no-ho-vol   | Lloret de Mar | masia        |                             | 41° 42′ 35″ N, 2° 49′ 47″ E / 41.70974°N,2.82979°E                    |                             |                               | Modifica les dades a Wikidata |
|        | Ca la Masia            | Lloret de Mar | masia        |                             | 41° 42′ 54″ N, 2° 50′ 06″ E / 41.7150364376925°N,2.83491232837407°E   |                             |                               | Modifica les dades a Wikidata |
|        | Ca n'Estevell          | Lloret de Mar | masia        |                             | 41° 41′ 41″ N, 2° 50′ 33″ E / 41.694835041186°N,2.84246289868876°E    |                             |                               | Modifica les dades a Wikidata |
|        | Ca n'Illa              | Lloret de Mar | masia        |                             | 41° 41′ 42″ N, 2° 49′ 46″ E / 41.695041712919°N,2.82949549988542°E    |                             |                               | Modifica les dades a Wikidata |
|        | Cal Barraquer          | Lloret de Mar | masia        |                             | 41° 44′ 55″ N, 2° 50′ 40″ E / 41.7486913694898°N,2.84456841892408°E   |                             |                               | Modifica les dades a Wikidata |
|        | Cal Cadirer            | Lloret de Mar | masia        |                             | 41° 42′ 24″ N, 2° 51′ 45″ E / 41.7067412092433°N,2.86253075993982°E   |                             |                               | Modifica les dades a Wikidata |
|        | Cal Forro              | Lloret de Mar | masia        |                             | 41° 42′ 56″ N, 2° 49′ 14″ E / 41.7156455855628°N,2.82066547238°E      |                             |                               | Modifica les dades a Wikidata |
|        | Cal Monjo              | Lloret de Mar | masia        |                             | 41° 43′ 19″ N, 2° 47′ 19″ E / 41.7218150840555°N,2.78865645821594°E   |                             |                               | Modifica les dades a Wikidata |
|        | Can Buc Escot          | Lloret de Mar | masia        | Estil: arquitectura popular | 41° 42′ 24″ N, 2° 50′ 13″ E / 41.70654°N,2.83693°E                    | bé cultural d'interès local | Can Buc (Lloret de Mar)       | Modifica les dades a Wikidata |
|        | Can Burjons            | Lloret de Mar | masia        |                             | 41° 43′ 32″ N, 2° 50′ 19″ E / 41.725670261444°N,2.83874456257799°E    |                             |                               | Modifica les dades a Wikidata |
|        | Can Caravana Nou       | Lloret de Mar | masia        |                             | 41° 41′ 44″ N, 2° 49′ 03″ E / 41.695464546209°N,2.81744074148532°E    |                             |                               | Modifica les dades a Wikidata |
|        | Can Carrabana          | Lloret de Mar | masia        |                             | 41° 41′ 31″ N, 2° 49′ 03″ E / 41.692078°N,2.817393°E                  |                             |                               | Modifica les dades a Wikidata |
|        | Can Creixell           | Lloret de Mar | masia        |                             | 41° 43′ 19″ N, 2° 49′ 55″ E / 41.7220576674166°N,2.83193681275811°E   |                             |                               | Modifica les dades a Wikidata |
|        | Can Daura              | Lloret de Mar | masia        |                             | 41° 43′ 44″ N, 2° 47′ 38″ E / 41.728850097339°N,2.79387578206126°E    |                             |                               | Modifica les dades a Wikidata |
|        | Can Garcia             | Lloret de Mar | masia        |                             | 41° 41′ 40″ N, 2° 49′ 54″ E / 41.6944323831715°N,2.8316362058338°E    |                             |                               | Modifica les dades a Wikidata |
|        | Can Garraus            | Lloret de Mar | masia        |                             | 41° 42′ 47″ N, 2° 50′ 11″ E / 41.7131108658023°N,2.83627561452017°E   |                             |                               | Modifica les dades a Wikidata |
|        | Can Guidet             | Lloret de Mar | masia        |                             | 41° 42′ 28″ N, 2° 50′ 13″ E / 41.7077524185398°N,2.83683010486172°E   |                             |                               | Modifica les dades a Wikidata |
|        | Can Jo-et-fot-de-Déu   | Lloret de Mar | masia        |                             | 41° 42′ 33″ N, 2° 49′ 34″ E / 41.7090788781557°N,2.82618894038885°E   |                             |                               | Modifica les dades a Wikidata |
|        | Can Joncadella         | Lloret de Mar | masia        |                             | 41° 42′ 21″ N, 2° 53′ 21″ E / 41.7059142388807°N,2.88909570047909°E   |                             |                               | Modifica les dades a Wikidata |
|        | Can Lloranes           | Lloret de Mar | masia        |                             | 41° 42′ 11″ N, 2° 51′ 29″ E / 41.702943767791°N,2.85805576746222°E    |                             |                               | Modifica les dades a Wikidata |
|        | Can Malànima           | Lloret de Mar | masia        |                             | 41° 42′ 50″ N, 2° 49′ 39″ E / 41.7137736497208°N,2.8275587080671°E    |                             |                               | Modifica les dades a Wikidata |
|        | Can Merlès             | Lloret de Mar | masia        |                             | 41° 41′ 23″ N, 2° 49′ 08″ E / 41.6896030121948°N,2.8187791289125°E    |                             |                               | Modifica les dades a Wikidata |
|        | Can Nan Bord           | Lloret de Mar | masia        |                             | 41° 43′ 05″ N, 2° 49′ 45″ E / 41.7180453732097°N,2.82913416638296°E   |                             |                               | Modifica les dades a Wikidata |
|        | Can Pansa              | Lloret de Mar | masia        |                             | 41° 42′ 33″ N, 2° 50′ 04″ E / 41.7090460875084°N,2.83448291047446°E   |                             |                               | Modifica les dades a Wikidata |
|        | Can Pau Vilar          | Lloret de Mar | masia        |                             | 41° 43′ 12″ N, 2° 50′ 01″ E / 41.7199072357388°N,2.83349327217571°E   |                             |                               | Modifica les dades a Wikidata |
|        | Can Pelaburros         | Lloret de Mar | masia        |                             | 41° 43′ 17″ N, 2° 49′ 54″ E / 41.7213455458452°N,2.83155395115632°E   |                             |                               | Modifica les dades a Wikidata |
|        | Can Pelegrí            | Lloret de Mar | masia        |                             | 41° 42′ 39″ N, 2° 50′ 16″ E / 41.71096742421°N,2.8378059064555°E      |                             |                               | Modifica les dades a Wikidata |
|        | Can Pepet del Mas      | Lloret de Mar | masia        |                             | 41° 42′ 50″ N, 2° 49′ 17″ E / 41.7138273735887°N,2.8214518919919°E    |                             |                               | Modifica les dades a Wikidata |
|        | Can Prats              | Lloret de Mar | masia        |                             | 41° 42′ 46″ N, 2° 50′ 52″ E / 41.7129015343781°N,2.8478041289486°E    |                             |                               | Modifica les dades a Wikidata |
|        | Can Raurell            | Lloret de Mar | masia        |                             | 41° 43′ 02″ N, 2° 49′ 41″ E / 41.7172690072937°N,2.82795810101049°E   |                             |                               | Modifica les dades a Wikidata |
|        | Can Reiné              | Lloret de Mar | masia        |                             | 41° 42′ 41″ N, 2° 50′ 32″ E / 41.7113176893848°N,2.84217023043222°E   |                             |                               | Modifica les dades a Wikidata |
|        | Can Ribalaigua         | Lloret de Mar | masia        |                             | 41° 42′ 20″ N, 2° 50′ 33″ E / 41.7056436170325°N,2.8424725754276°E    |                             |                               | Modifica les dades a Wikidata |
|        | Can Rigat              | Lloret de Mar | masia        |                             | 41° 41′ 42″ N, 2° 49′ 55″ E / 41.6950632854039°N,2.8319109633778°E    |                             |                               | Modifica les dades a Wikidata |
|        | Can Roure              | Lloret de Mar | masia        |                             | 41° 43′ 20″ N, 2° 49′ 58″ E / 41.722149035785°N,2.83282624413867°E    |                             |                               | Modifica les dades a Wikidata |
|        | Can Sabata             | Lloret de Mar | masia        | Estil: arquitectura popular | 41° 42′ 06″ N, 2° 50′ 17″ E / 41.7016°N,2.83818°E                     | bé cultural d'interès local | Mas Can Sabata                | Modifica les dades a Wikidata |
|        | Can Sala               | Lloret de Mar | masia        |                             | 41° 42′ 59″ N, 2° 47′ 45″ E / 41.716304528178°N,2.7957177487346°E     |                             |                               | Modifica les dades a Wikidata |
|        | Can Saragossa          | Lloret de Mar | masia        | Estil: neogòtic             | 41° 42′ 16″ N, 2° 50′ 47″ E / 41.7045°N,2.84632°E                     | bé cultural d'interès local | Can Saragossa (Lloret de Mar) | Modifica les dades a Wikidata |
|        | Can Sargues            | Lloret de Mar | masia        |                             | 41° 43′ 21″ N, 2° 50′ 15″ E / 41.7223898940164°N,2.83747836812052°E   |                             |                               | Modifica les dades a Wikidata |
|        | Can Sota               | Lloret de Mar | masia        |                             | 41° 43′ 55″ N, 2° 50′ 50″ E / 41.7318248040725°N,2.84731456762846°E   |                             |                               | Modifica les dades a Wikidata |
|        | Can Termes             | Lloret de Mar | masia        |                             | 41° 41′ 40″ N, 2° 49′ 04″ E / 41.6943843994031°N,2.81788843915932°E   |                             |                               | Modifica les dades a Wikidata |
|        | Casa Nova d'en Forners | Lloret de Mar | masia        |                             | 41° 44′ 47″ N, 2° 51′ 06″ E / 41.74629358459694°N,2.851552963256836°E |                             |                               | Modifica les dades a Wikidata |
|        | Casa des Negres        | Lloret de Mar | masia        |                             | 41° 41′ 51″ N, 2° 50′ 32″ E / 41.6976270480117°N,2.84231186939285°E   |                             |                               | Modifica les dades a Wikidata |
|        | Caseta d'en Forners    | Lloret de Mar | masia        |                             | 41° 43′ 47″ N, 2° 50′ 47″ E / 41.7297340288232°N,2.84646581623916°E   |                             |                               | Modifica les dades a Wikidata |
|        | Mas Arboç              | Lloret de Mar | masia        |                             | 41° 42′ 08″ N, 2° 49′ 59″ E / 41.7022167294655°N,2.83313027644094°E   |                             |                               | Modifica les dades a Wikidata |
|        | Mas Pedrosa            | Lloret de Mar | masia        |                             | 41° 45′ 21″ N, 2° 50′ 55″ E / 41.7556950659272°N,2.84847291744551°E   |                             |                               | Modifica les dades a Wikidata |
|        | Mas Romeu              | Lloret de Mar | masia        |                             | 41° 42′ 56″ N, 2° 49′ 57″ E / 41.7156272855463°N,2.83241037668538°E   |                             |                               | Modifica les dades a Wikidata |
|        | Mas d'en Buc           | Lloret de Mar | masia        |                             | 41° 43′ 58″ N, 2° 48′ 12″ E / 41.7328749576477°N,2.80341041367089°E   |                             |                               | Modifica les dades a Wikidata |
|        | Mas d'en Lleganya      | Lloret de Mar | masia        |                             | 41° 44′ 01″ N, 2° 51′ 12″ E / 41.7335890732662°N,2.8533708355498°E    |                             |                               | Modifica les dades a Wikidata |
|        | Mas d'en Vilallonga    | Lloret de Mar | masia        |                             | 41° 42′ 56″ N, 2° 49′ 20″ E / 41.715447800889°N,2.8221670883306°E     |                             |                               | Modifica les dades a Wikidata |
|        | Mas de la Bitlloca     | Lloret de Mar | masia        |                             | 41° 43′ 29″ N, 2° 49′ 21″ E / 41.724835665673°N,2.82249147100443°E    |                             |                               | Modifica les dades a Wikidata |
|        | Santa Clotilde         | Lloret de Mar | masia        |                             | 41° 41′ 29″ N, 2° 49′ 38″ E / 41.691318203828°N,2.82711398613643°E    |                             |                               | Modifica les dades a Wikidata |
|        | Xalets d'en Pastor     | Lloret de Mar | masia        |                             | 41° 42′ 54″ N, 2° 50′ 08″ E / 41.7149744908046°N,2.83568184518529°E   |                             |                               | Modifica les dades a Wikidata |
|        | el Molí                | Lloret de Mar | masia        |                             | 41° 42′ 25″ N, 2° 50′ 27″ E / 41.706974248273°N,2.84071444627618°E    |                             |                               | Modifica les dades a Wikidata |

## mausoleu
| imatge | Nom                                     | Ubicat a      | instància de | Detalls                                                             | coordenades | Protecció                                  | Commons (més fotos)                    | Dades a WD                    |
| ------ | --------------------------------------- | ------------- | ------------ | ------------------------------------------------------------------- | --- | ------------------------------------------ | -------------------------------------- | ----------------------------- |
|        | Hipogeu Bandrich                        | Lloret de Mar | mausoleu     | Estil: arquitectura modernista                                      | 41° 42′ 06″ N, 2° 50′ 11″ E / 41.7018°N,2.8363°E cementiri de Lloret de Mar                                                   |                                            | Hipogeu Bandrich                       | Modifica les dades a Wikidata |
|        | Hipogeu Camps i Nonell                  | Lloret de Mar | mausoleu     | Estil: arquitectura modernista                                      | 41° 42′ 06″ N, 2° 50′ 10″ E / 41.7018°N,2.83618°E cementiri de Lloret de Mar                                                  |                                            | Hipogeu Camps i Nonell                 | Modifica les dades a Wikidata |
|        | Hipogeu Carreras                        | Lloret de Mar | mausoleu     | Estil: arquitectura modernista                                      | 41° 42′ 06″ N, 2° 50′ 11″ E / 41.7016°N,2.8363°E cementiri de Lloret de Mar                                                   |                                            | Hipogeu Carreras (Lloret de Mar)       | Modifica les dades a Wikidata |
|        | Hipogeu Conill i Aldrich                | Lloret de Mar | mausoleu     | Estil: arquitectura modernista                                      | 41° 42′ 06″ N, 2° 50′ 11″ E / 41.7016°N,2.8363°E cementiri de Lloret de Mar                                                   |                                            | Hipogeu Conill i Aldrich               | Modifica les dades a Wikidata |
|        | Hipogeu Conill i Surís                  | Lloret de Mar | mausoleu     | Estil: arquitectura modernista                                      | 41° 42′ 05″ N, 2° 50′ 10″ E / 41.7015°N,2.83598°E cementiri de Lloret de Mar                                                  |                                            | Hipogeu Conill i Surís                 | Modifica les dades a Wikidata |
|        | Hipogeu Durall i Carreras               | Lloret de Mar | mausoleu     | Estil: arquitectura modernista                                      | 41° 42′ 06″ N, 2° 50′ 11″ E / 41.7016°N,2.8363°E cementiri de Lloret de Mar                                                   |                                            | Hipogeu Durall i Carreras              | Modifica les dades a Wikidata |
|        | Hipogeu Durall i Maig                   | Lloret de Mar | mausoleu     | Estil: arquitectura modernista                                      | 41° 42′ 05″ N, 2° 50′ 10″ E / 41.7015°N,2.83602°E cementiri de Lloret de Mar                                                  |                                            | Hipogeu Durall i Maig                  | Modifica les dades a Wikidata |
|        | Hipogeu Durall i Surís                  | Lloret de Mar | mausoleu     | Estil: arquitectura modernista                                      | 41° 42′ 06″ N, 2° 50′ 11″ E / 41.7018°N,2.83629°E cementiri de Lloret de Mar                                                  |                                            | Hipogeu Durall i Surís                 | Modifica les dades a Wikidata |
|        | Hipogeu Fàbregas i Mataró               | Lloret de Mar | mausoleu     | Estil: arquitectura modernista                                      | 41° 42′ 05″ N, 2° 50′ 09″ E / 41.7015°N,2.8357°E 41° 42′ 06″ N, 2° 50′ 09″ E / 41.70155°N,2.8357°E cementiri de Lloret de Mar |                                            | Hipogeu Fàbregas i Mataró              | Modifica les dades a Wikidata |
|        | Hipogeu Macià i Roca                    | Lloret de Mar | mausoleu     |                                                                     | 41° 42′ 06″ N, 2° 50′ 10″ E / 41.7016°N,2.83615°E                                                                             |                                            | Hipogeu Macià i Roca                   | Modifica les dades a Wikidata |
|        | Hipogeu Mataró i Vilallonga             | Lloret de Mar | mausoleu     | Estil: arquitectura modernista                                      | 41° 42′ 06″ N, 2° 50′ 10″ E / 41.7018°N,2.83617°E cementiri de Lloret de Mar                                                  |                                            | Hipogeu Mataró i Vilallonga            | Modifica les dades a Wikidata |
|        | Hipogeu Pujol i Conill                  | Lloret de Mar | mausoleu     | Estil: arquitectura modernista                                      | 41° 42′ 05″ N, 2° 50′ 09″ E / 41.7015°N,2.83595°E cementiri de Lloret de Mar                                                  |                                            | Hipogeu Pujol i Conill (Lloret de Mar) | Modifica les dades a Wikidata |
|        | Hipogeu Pujol i Masferrer               | Lloret de Mar | mausoleu     | Estil: arquitectura modernista                                      | 41° 42′ 06″ N, 2° 50′ 10″ E / 41.70173055555556°N,2.83615°E cementiri de Lloret de Mar                                        |                                            | Hipogeu Pujol i Masferrer              | Modifica les dades a Wikidata |
|        | Hipogeu Zaragoza                        | Lloret de Mar | mausoleu     | Estil: arquitectura modernista                                      | 41° 42′ 05″ N, 2° 50′ 10″ E / 41.7015°N,2.83604°E cementiri de Lloret de Mar                                                  |                                            | Hipogeu Zaragoza (Lloret de Mar)       | Modifica les dades a Wikidata |
|        | Panteó Cabañas                          | Lloret de Mar | mausoleu     | Arquitecte: Vicenç Artigas i Albertí Estil: arquitectura modernista | 41° 42′ 06″ N, 2° 50′ 11″ E / 41.7018°N,2.83637°E cementiri de Lloret de Mar                                                  |                                            | Panteó Cabañas (Lloret de Mar)         | Modifica les dades a Wikidata |
|        | Panteó Casanovas i Terrats              | Lloret de Mar | mausoleu     | Estil: arquitectura modernista                                      | 41° 42′ 06″ N, 2° 50′ 10″ E / 41.7018°N,2.83609°E cementiri de Lloret de Mar                                                  | bé integrant del patrimoni cultural català | Panteó Casanovas i Terrats             | Modifica les dades a Wikidata |
|        | Panteó Costa i Macià                    | Lloret de Mar | mausoleu     | Estil: arquitectura modernista                                      | 41° 42′ 06″ N, 2° 50′ 10″ E / 41.7018°N,2.83609°E cementiri de Lloret de Mar                                                  |                                            | Panteó Costa i Macià                   | Modifica les dades a Wikidata |
|        | Panteó Esqueu i Vilallonga              | Lloret de Mar | mausoleu     | Estil: arquitectura modernista                                      | 41° 42′ 06″ N, 2° 50′ 10″ E / 41.7016°N,2.83606°E cementiri de Lloret de Mar                                                  |                                            | Panteó Esqueu i Vilallonga             | Modifica les dades a Wikidata |
|        | Torre sepulcral romana de Lloret de Mar | Lloret de Mar | mausoleu     | Estil: arquitectura romana Estat: reconstrucció                     | 41° 42′ 29″ N, 2° 51′ 23″ E / 41.708169°N,2.856266°E                                                                          |                                            |                                        | Modifica les dades a Wikidata |

## monument
| imatge | Nom                       | Ubicat a      | instància de              | Detalls                        | coordenades                                                                                                   | Protecció                                  | Commons (més fotos)                       | Dades a WD                    |
| ------ | ------------------------- | ------------- | ------------------------- | ------------------------------ | --- | ------------------------------------------ | ----------------------------------------- | ----------------------------- |
|        | Monument a Nicolau Font   | Lloret de Mar | monument                  | Estil: arquitectura modernista | 41° 42′ 42″ N, 2° 47′ 25″ E / 41.7116°N,2.79031°E ca:Sant Pere del Bosc                                       | bé integrant del patrimoni cultural català | Monument a Nicolau Font                   | Modifica les dades a Wikidata |
|        | Monument a l'Àngel        | Lloret de Mar | monument                  | Estil: arquitectura modernista | 41° 42′ 41″ N, 2° 48′ 43″ E / 41.7113°N,2.81206°E ca:camí de Sant Pere del Bosc, turó de ses Pedres Lluïdores | bé cultural d'interès local                | Monument de l'Àngel (Lloret de Mar)       | Modifica les dades a Wikidata |
|        | Monument a l'Òpera Marina | Lloret de Mar | monument                  |                                | 41° 41′ 59″ N, 2° 51′ 30″ E / 41.6998°N,2.85827°E                                                             | bé integrant del patrimoni cultural català | Monument a l'Òpera Marina (Lloret de Mar) | Modifica les dades a Wikidata |
|        | Monument a la Sardana     | Lloret de Mar | monument                  |                                | 41° 42′ 02″ N, 2° 51′ 20″ E / 41.7005°N,2.85552°E ca:Plaça de la Sardana                                      | bé integrant del patrimoni cultural català | Monument a la Sardana (Lloret de Mar)     | Modifica les dades a Wikidata |
|        | Venus de Lloret           | Lloret de Mar | monument obra escultòrica | Estil: arquitectura popular    | 41° 41′ 43″ N, 2° 50′ 42″ E / 41.695187°N,2.844888°E                                                          | bé integrant del patrimoni cultural català | Monument a la dona marinera               | Modifica les dades a Wikidata |

## muntanya
| imatge | Nom                        | Ubicat a                                  | instància de | Detalls | coordenades                                                           | Protecció | Commons (més fotos) | Dades a WD                    |
| ------ | -------------------------- | ----------------------------------------- | ------------ | ------- | --------------------------------------------------------------------- | --------- | ------------------- | ----------------------------- |
|        | Montbarbat                 | Tordera Lloret de Mar Maçanet de la Selva | muntanya     |         | 41° 44′ 08″ N, 2° 46′ 36″ E / 41.7355101863°N,2.7766586707°E 328 msnm |           | Montbarbat          | Modifica les dades a Wikidata |
|        | Puig de Montgròs           | Lloret de Mar                             | muntanya     |         | 41° 44′ 24″ N, 2° 51′ 29″ E / 41.74013333°N,2.85796944°E 312.6 msnm   |           |                     | Modifica les dades a Wikidata |
|        | Puig de l'Abella           | Tossa de Mar Lloret de Mar                | muntanya     |         | 41° 42′ 53″ N, 2° 53′ 29″ E / 41.7147°N,2.89136°E 242 msnm            |           |                     | Modifica les dades a Wikidata |
|        | Puig el Castellet          | Lloret de Mar                             | muntanya     |         | 41° 42′ 57″ N, 2° 50′ 54″ E / 41.71593056°N,2.84836667°E 197.7 msnm   |           |                     | Modifica les dades a Wikidata |
|        | Sot de Balçaies            | Lloret de Mar                             | muntanya     |         | 41° 44′ 52″ N, 2° 51′ 55″ E / 41.74772778°N,2.86524167°E 307.3 msnm   |           |                     | Modifica les dades a Wikidata |
|        | Turó d'en Sala             | Lloret de Mar                             | muntanya     |         | 41° 42′ 16″ N, 2° 49′ 40″ E / 41.7045°N,2.82766°E 83.5 msnm           |           |                     | Modifica les dades a Wikidata |
|        | Turó d'en Trompa           | Blanes Lloret de Mar                      | muntanya     |         | 41° 42′ 16″ N, 2° 47′ 23″ E / 41.7045°N,2.78963°E 175.4 msnm          |           |                     | Modifica les dades a Wikidata |
|        | Turó de Montoriol          | Lloret de Mar                             | muntanya     |         | 41° 44′ 27″ N, 2° 48′ 33″ E / 41.7408°N,2.80913°E 272 msnm            |           |                     | Modifica les dades a Wikidata |
|        | Turó de Sant Pere del Bosc | Lloret de Mar                             | muntanya     |         | 41° 42′ 39″ N, 2° 47′ 17″ E / 41.71076944°N,2.78803333°E 162.1 msnm   |           |                     | Modifica les dades a Wikidata |
|        | Turó de la Mola            | Lloret de Mar                             | muntanya cim |         | 41° 44′ 43″ N, 2° 50′ 03″ E / 41.74531699286287°N,2.83423662185669°E  |           |                     | Modifica les dades a Wikidata |
|        | Turó de la Morisca         | Lloret de Mar                             | muntanya     |         | 41° 42′ 22″ N, 2° 53′ 25″ E / 41.7061°N,2.89039°E 134.6 msnm          |           |                     | Modifica les dades a Wikidata |
|        | Turó de les Roques         | Lloret de Mar                             | muntanya     |         | 41° 44′ 30″ N, 2° 48′ 03″ E / 41.74174167°N,2.80073333°E 251.7 msnm   |           |                     | Modifica les dades a Wikidata |
|        | Turó del Pi Gros           | Lloret de Mar                             | muntanya     |         | 41° 43′ 42″ N, 2° 47′ 03″ E / 41.72823889°N,2.78421861°E 291.3 msnm   |           |                     | Modifica les dades a Wikidata |
|        | turó de Rossell            | Lloret de Mar                             | muntanya     |         | 41° 43′ 14″ N, 2° 51′ 58″ E / 41.72055556°N,2.86611111°E 344 msnm     |           |                     | Modifica les dades a Wikidata |

## nucli d'entitat singular de població
| imatge | Nom                  | Ubicat a                         | instància de                         | Detalls | coordenades                                                                  | Protecció | Commons (més fotos) | Dades a WD                    |
| ------ | -------------------- | -------------------------------- | ------------------------------------ | ------- | ---------------------------------------------------------------------------- | --------- | ------------------- | ----------------------------- |
|        | Costa d'en Gallina   | Lloret de Mar Papalús            | nucli d'entitat singular de població | 110 hab | 41° 41′ 43″ N, 2° 48′ 50″ E / 41.6952065834014°N,2.81384822639826°E 79 msnm  |           |                     | Modifica les dades a Wikidata |
|        | Font de Sant Llorenç | Lloret de Mar el Mas Rossell     | nucli d'entitat singular de població | 161 hab | 41° 42′ 53″ N, 2° 52′ 39″ E / 41.714619369267°N,2.8774661674785°E 152 msnm   |           |                     | Modifica les dades a Wikidata |
|        | Lloret Blau          | Lloret de Mar l'Hostalet         | nucli d'entitat singular de població | 518 hab | 41° 44′ 34″ N, 2° 48′ 52″ E / 41.7427468899642°N,2.81434838206412°E 208 msnm |           |                     | Modifica les dades a Wikidata |
|        | Lloret Verd          | Lloret de Mar l'Hostalet         | nucli d'entitat singular de població | 64 hab  | 41° 43′ 40″ N, 2° 48′ 28″ E / 41.7278111366303°N,2.80764614037407°E 227 msnm |           |                     | Modifica les dades a Wikidata |
|        | Masies de Lloret     | Lloret de Mar l'Hostalet         | nucli d'entitat singular de població | 52 hab  | 41° 44′ 24″ N, 2° 47′ 45″ E / 41.7398692561374°N,2.79583684184412°E 216 msnm |           |                     | Modifica les dades a Wikidata |
|        | Montlloret           | Lloret de Mar l'Hostalet         | nucli d'entitat singular de població | 134 hab | 41° 44′ 33″ N, 2° 50′ 16″ E / 41.742491835743°N,2.8377265981964°E 214 msnm   |           |                     | Modifica les dades a Wikidata |
|        | Serrabrava           | Lloret de Mar el Mas Rossell     | nucli d'entitat singular de població | 492 hab | 41° 43′ 28″ N, 2° 52′ 43″ E / 41.724528346867°N,2.8786496314343°E 236 msnm   |           |                     | Modifica les dades a Wikidata |
|        | el Coll del Llop     | el Mas Rossell Lloret de Mar     | nucli d'entitat singular de població | 2 hab   | 41° 43′ 04″ N, 2° 52′ 07″ E / 41.71777323°N,2.86869182°E 225 msnm            |           |                     | Modifica les dades a Wikidata |
|        | el Condado de Jaruco | Sant Pere del Bosc Lloret de Mar | nucli d'entitat singular de població | 537 hab | 41° 42′ 26″ N, 2° 49′ 20″ E / 41.70730759°N,2.82218297°E 74 msnm             |           |                     | Modifica les dades a Wikidata |
|        | el Mas Romeu         | les Alegries Lloret de Mar       | nucli d'entitat singular de població | 273 hab | 41° 44′ 46″ N, 2° 49′ 24″ E / 41.74604028°N,2.82328022°E 194 msnm            |           |                     | Modifica les dades a Wikidata |
|        | els Pinars           | Lloret de Mar l'Hostalet         | nucli d'entitat singular de població | 732 hab | 41° 43′ 44″ N, 2° 49′ 41″ E / 41.728967411305°N,2.8281416653896°E 109 msnm   |           |                     | Modifica les dades a Wikidata |
|        | la Creu de Lloret    | Lloret de Mar l'Hostalet         | nucli d'entitat singular de població | 323 hab | 41° 44′ 27″ N, 2° 49′ 20″ E / 41.740719°N,2.8223°E 225 msnm                  |           |                     | Modifica les dades a Wikidata |
|        | la Riviera           | el Mas Rossell Lloret de Mar     | nucli d'entitat singular de població | 77 hab  | 41° 43′ 06″ N, 2° 52′ 45″ E / 41.71842419°N,2.8791978°E 181 msnm             |           |                     | Modifica les dades a Wikidata |
|        | la Soleia            | Papalús Lloret de Mar            | nucli d'entitat singular de població | 186 hab | 41° 42′ 22″ N, 2° 52′ 30″ E / 41.70602587°N,2.87507376°E 115 msnm            |           |                     | Modifica les dades a Wikidata |

## nucli de població
| imatge | Nom               | Ubicat a      | instància de      | Detalls | coordenades                                                         | Protecció | Commons (més fotos) | Dades a WD                    |
| ------ | ----------------- | ------------- | ----------------- | ------- | ------------------------------------------------------------------- | --------- | ------------------- | ----------------------------- |
|        | Fenals            | Lloret de Mar | nucli de població |         | 41° 41′ 43″ N, 2° 49′ 51″ E / 41.6953497843243°N,2.83073249576452°E |           |                     | Modifica les dades a Wikidata |
|        | Rocagrossa        | Lloret de Mar | nucli de població |         | 41° 42′ 55″ N, 2° 50′ 49″ E / 41.7151703464846°N,2.84706547980791°E |           |                     | Modifica les dades a Wikidata |
|        | Rossell           | Lloret de Mar | nucli de població |         | 41° 42′ 36″ N, 2° 50′ 25″ E / 41.7100700920496°N,2.84021220093607°E |           |                     | Modifica les dades a Wikidata |
|        | el Turó de Lloret | Lloret de Mar | nucli de població |         | 41° 42′ 44″ N, 2° 51′ 44″ E / 41.7123522574997°N,2.86220626643818°E |           |                     | Modifica les dades a Wikidata |
|        | la Montgoda       | Lloret de Mar | nucli de població |         | 41° 42′ 10″ N, 2° 51′ 51″ E / 41.70289539075°N,2.8642676826508°E    |           |                     | Modifica les dades a Wikidata |

## oratori
| imatge | Nom                       | Ubicat a      | instància de    | Detalls                                                                | coordenades                                       | Protecció                                  | Commons (més fotos)                                 | Dades a WD                    |
| ------ | ------------------------- | ------------- | --------------- | ---------------------------------------------------------------------- | ------------------------------------------------- | ------------------------------------------ | --------------------------------------------------- | ----------------------------- |
|        | Mare de Déu de Gràcia     | Lloret de Mar | oratori capella | Arquitecte: Josep Puig i Cadafalch Estil: arquitectura modernista 1898 | 41° 42′ 34″ N, 2° 47′ 57″ E / 41.7095°N,2.79921°E | bé cultural d'interès local                | Oratori de la Mare de Déu de Gràcia (Lloret de Mar) | Modifica les dades a Wikidata |
|        | Oratori de Santa Cristina | Lloret de Mar | oratori         |                                                                        | 41° 41′ 22″ N, 2° 48′ 48″ E / 41.6894°N,2.81325°E | bé integrant del patrimoni cultural català | Oratori de Santa Cristina                           | Modifica les dades a Wikidata |

## platja
| imatge | Nom                      | Ubicat a                   | instància de                                 | Detalls                 | coordenades                                                           | Protecció | Commons (més fotos)      | Dades a WD                    |
| ------ | ------------------------ | -------------------------- | -------------------------------------------- | ----------------------- | --------------------------------------------------------------------- | --------- | ------------------------ | ----------------------------- |
|        | Cala Banys               | Lloret de Mar              | platja platja de roques                      | Llarg: 50m Ample: 10m   | 41° 41′ 43″ N, 2° 50′ 39″ E / 41.695277777778°N,2.8441666666667°E     |           | Cala Banys               | Modifica les dades a Wikidata |
|        | Cala sa Tortuga          | Lloret de Mar              | platja codolar                               |                         | 41° 42′ 00″ N, 2° 52′ 11″ E / 41.70001111069491°N,2.869792539875052°E |           |                          | Modifica les dades a Wikidata |
|        | Sa Cala Gran             | Lloret de Mar              | platja codolar                               |                         | 41° 42′ 07″ N, 2° 52′ 25″ E / 41.70186721672935°N,2.873649490641414°E |           |                          | Modifica les dades a Wikidata |
|        | Sa Caravera              | Lloret de Mar              | platja                                       |                         | 41° 41′ 45″ N, 2° 50′ 42″ E / 41.695814°N,2.845092°E                  |           | Sa Caravera              | Modifica les dades a Wikidata |
|        | Trajo d'en Reiner        | Lloret de Mar              | platja                                       |                         | 41° 41′ 57″ N, 2° 51′ 03″ E / 41.69924°N,2.85083°E                    |           |                          | Modifica les dades a Wikidata |
|        | Trajo de Venècia         | Lloret de Mar              | platja                                       |                         | 41° 42′ 01″ N, 2° 51′ 18″ E / 41.7003°N,2.85499°E                     |           |                          | Modifica les dades a Wikidata |
|        | Trajo de Vila Avall      | Lloret de Mar              | platja                                       |                         | 41° 41′ 51″ N, 2° 50′ 48″ E / 41.69754°N,2.84656°E                    |           |                          | Modifica les dades a Wikidata |
|        | cala Morisca             | Lloret de Mar Tossa de Mar | platja codolar platja nudista                | Llarg: 40m Ample: 8m    | 41° 42′ 19″ N, 2° 53′ 49″ E / 41.705272°N,2.896844°E                  |           | Cala Morisca             | Modifica les dades a Wikidata |
|        | cala d'en Trons          | Lloret de Mar              | platja platja d'arena daurada codolar        | Llarg: 80m Ample: 18m   | 41° 41′ 59″ N, 2° 51′ 52″ E / 41.6996°N,2.86447°E                     |           | Caleta d'en Trons        | Modifica les dades a Wikidata |
|        | cala des Frares          | Lloret de Mar              | platja codolar                               | Llarg: 130m Ample: 15m  | 41° 41′ 58″ N, 2° 51′ 38″ E / 41.699444444444°N,2.8605555555556°E     |           | Cala des Frares          | Modifica les dades a Wikidata |
|        | cala des Rajols          | Lloret de Mar              | platja codolar platja d'arena daurada        | Llarg: 40m Ample: 17m   | 41° 42′ 10″ N, 2° 53′ 10″ E / 41.702800000253°N,2.885999999736°E      |           |                          | Modifica les dades a Wikidata |
|        | la Tortuga               | Lloret de Mar              | platja codolar                               | Llarg: 100m Ample: 15m  | 41° 42′ 06″ N, 2° 52′ 25″ E / 41.701799999745°N,2.8735999996088°E     |           |                          | Modifica les dades a Wikidata |
|        | platja de Canyelles      | Lloret de Mar              | platja platja d'arena daurada                | Llarg: 450m Ample: 45m  | 41° 42′ 15″ N, 2° 53′ 02″ E / 41.7041°N,2.88401°E                     |           | Platja de Canyelles      | Modifica les dades a Wikidata |
|        | platja de Fenals         | Lloret de Mar              | platja platja urbana platja d'arena daurada  | Llarg: 726m Ample: 45m  | 41° 41′ 39″ N, 2° 49′ 58″ E / 41.6941°N,2.83274°E                     |           | Platja de Fenals         | Modifica les dades a Wikidata |
|        | platja de Lloret         | Lloret de Mar              | platja                                       | Llarg: 1630m Ample: 45m | 41° 41′ 56″ N, 2° 51′ 02″ E / 41.69882222°N,2.85060833°E              |           | Beach of Lloret de Mar   | Modifica les dades a Wikidata |
|        | platja de Santa Cristina | Lloret de Mar              | platja platja d'arena daurada                | Llarg: 450m Ample: 40m  | 41° 41′ 18″ N, 2° 49′ 06″ E / 41.6884°N,2.81827°E                     |           | Platja de Santa Cristina | Modifica les dades a Wikidata |
|        | platja de Treumal        | Lloret de Mar Blanes       | platja platja d'arena daurada                | Llarg: 115m Ample: 30m  | 41° 41′ 12″ N, 2° 49′ 01″ E / 41.6867°N,2.81693°E                     |           | Platja de Treumal        | Modifica les dades a Wikidata |
|        | platja de sa Boadella    | Lloret de Mar              | platja platja d'arena daurada platja nudista | Llarg: 250m Ample: 40m  | 41° 41′ 26″ N, 2° 49′ 27″ E / 41.69066389°N,2.82427222°E              |           | Cala sa Boadella         | Modifica les dades a Wikidata |
|        | platja de sa Cova        | Lloret de Mar              | platja                                       |                         | 41° 41′ 25″ N, 2° 49′ 23″ E / 41.69014°N,2.82307°E                    |           |                          | Modifica les dades a Wikidata |
|        | platja de sa Somera      | Lloret de Mar              | platja                                       |                         | 41° 42′ 14″ N, 2° 53′ 06″ E / 41.70395°N,2.88498°E                    |           |                          | Modifica les dades a Wikidata |
|        | sa Caleta                | Lloret de Mar              | platja platja d'arena daurada codolar        | Llarg: 100m Ample: 25m  | 41° 41′ 59″ N, 2° 51′ 33″ E / 41.699722222222°N,2.8591666666667°E     |           | Platja de sa Caleta      | Modifica les dades a Wikidata |

## poblat ibèric
| imatge | Nom                                | Ubicat a      | instància de                             | Detalls | coordenades                                                                         | Protecció                                  | Commons (més fotos)         | Dades a WD                    |
| ------ | ---------------------------------- | ------------- | ---------------------------------------- | ------- | ----------------------------------------------------------------------------------- | ------------------------------------------ | --------------------------- | ----------------------------- |
|        | Poblat ibèric de Montbarbat        | Lloret de Mar | poblat ibèric                            |         | 41° 44′ 06″ N, 2° 46′ 36″ E / 41.73511111°N,2.77661111°E ca:Urbanització Montbarbat | bé integrant del patrimoni cultural català | Poblat ibèric de Montbarbat | Modifica les dades a Wikidata |
|        | Poblat ibèric de Puig de Castellet | Lloret de Mar | poblat ibèric edifici històric despoblat |         | 41° 42′ 57″ N, 2° 50′ 54″ E / 41.715868°N,2.848324°E Puig el Castellet              | bé integrant del patrimoni cultural català | Puig de Castellet           | Modifica les dades a Wikidata |
|        | Poblat ibèric del Turó Rodó        | Lloret de Mar | poblat ibèric                            |         | 41° 41′ 59″ N, 2° 51′ 35″ E / 41.699723°N,2.859805°E                                | bé integrant del patrimoni cultural català |                             | Modifica les dades a Wikidata |

## serra
| imatge | Nom           | Ubicat a      | instància de | Detalls | coordenades                                                         | Protecció | Commons (més fotos) | Dades a WD                    |
| ------ | ------------- | ------------- | ------------ | ------- | ------------------------------------------------------------------- | --------- | ------------------- | ----------------------------- |
|        | el Morro Fred | Lloret de Mar | serra        |         | 41° 43′ 19″ N, 2° 51′ 33″ E / 41.72204167°N,2.85903611°E 339.6 msnm |           |                     | Modifica les dades a Wikidata |
|        | serra d'Oliu  | Lloret de Mar | serra        |         | 41° 43′ 14″ N, 2° 49′ 09″ E / 41.72051111°N,2.81918306°E 93 msnm    |           |                     | Modifica les dades a Wikidata |

## urbanització
| imatge | Nom                | Ubicat a      | instància de | Detalls | coordenades                                                         | Protecció | Commons (més fotos) | Dades a WD                    |
| ------ | ------------------ | ------------- | ------------ | ------- | ------------------------------------------------------------------- | --------- | ------------------- | ----------------------------- |
|        | Lloret Residencial | Lloret de Mar | urbanització |         | 41° 44′ 39″ N, 2° 49′ 42″ E / 41.7442189126174°N,2.8284273789176°E  |           |                     | Modifica les dades a Wikidata |
|        | Lloret de Dalt     | Lloret de Mar | urbanització |         | 41° 42′ 35″ N, 2° 51′ 35″ E / 41.7095840686338°N,2.85972399221355°E |           |                     | Modifica les dades a Wikidata |

## Misc
| imatge | Nom                                 | Ubicat a      | instància de                                    | Detalls                                                                                        | coordenades                                                                                             | Protecció                                            | Commons (més fotos)                                 | Dades a WD                    |
| ------ | ----------------------------------- | ------------- | ----------------------------------------------- | ---------------------------------------------------------------------------------------------- | --- | ---------------------------------------------------- | --------------------------------------------------- | ----------------------------- |
|        | Casa de la Vila de Lloret de Mar    | Lloret de Mar | casa consistorial                               | Arquitecte: Fèlix de Azúa i de Pastors Martí Sureda i Deulovol Estil: arquitectura neoclàssica | 41° 41′ 55″ N, 2° 50′ 52″ E / 41.6985°N,2.84764°E                                                       | bé cultural d'interès local                          | Ajuntament de Lloret de Mar                         | Modifica les dades a Wikidata |
|        | Castell de Sant Joan de Lloret      | Lloret de Mar | castell                                         | Estil: arquitectura romànica                                                                   | 41° 41′ 38″ N, 2° 50′ 21″ E / 41.693838°N,2.839267°E                                                    | bé d'interès cultural bé cultural d'interès nacional | Castell de Sant Joan de Lloret de Mar               | Modifica les dades a Wikidata |
|        | Coll de sa Palomera                 | Lloret de Mar | collada                                         |                                                                                                | 41° 43′ 55″ N, 2° 51′ 58″ E / 41.73191537322872°N,2.8661656379699707°E                                  |                                                      |                                                     | Modifica les dades a Wikidata |
|        | Col·legi de la Immaculada Concepció | Lloret de Mar | edifici escolar                                 | Estil: historicisme arquitectònic                                                              | 41° 42′ 13″ N, 2° 50′ 49″ E / 41.7036°N,2.84697°E                                                       | bé cultural d'interès local                          | Col·legi de la Immaculada Concepció (Lloret de Mar) | Modifica les dades a Wikidata |
|        | Estany de les Granotes              | Lloret de Mar | indret                                          |                                                                                                | 41° 43′ 48″ N, 2° 51′ 41″ E / 41.729929710248264°N,2.861466407775879°E                                  |                                                      |                                                     | Modifica les dades a Wikidata |
|        | Granja d'en Murió                   | Lloret de Mar | granja                                          |                                                                                                | 41° 43′ 23″ N, 2° 49′ 55″ E / 41.7230214058477°N,2.8319222787735°E                                      |                                                      |                                                     | Modifica les dades a Wikidata |
|        | Jardins de Santa Clotilde           | Lloret de Mar | jardí històric                                  | Estil: noucentisme                                                                             | 41° 41′ 28″ N, 2° 49′ 34″ E / 41.6911°N,2.82618°E ca:Muntanya d'en Boadella 34 msnm                     | bé d'interès cultural bé cultural d'interès nacional | Jardins de Santa Clotilde                           | Modifica les dades a Wikidata |
|        | Passeig Mossèn Cinto Verdaguer      | Lloret de Mar | carrer                                          | Estil: arquitectura popular                                                                    | 41° 41′ 56″ N, 2° 50′ 57″ E / 41.699°N,2.84916°E                                                        | bé integrant del patrimoni cultural català           | Passeig Mossèn Cinto Verdaguer (Lloret de Mar)      | Modifica les dades a Wikidata |
|        | Piscina Municipal de Lloret de Mar  | Lloret de Mar | piscina pública                                 |                                                                                                | |                                                      |                                                     | Modifica les dades a Wikidata |
|        | Pont de la Font del Moixell         | Lloret de Mar | pont                                            |                                                                                                | 41° 41′ 29″ N, 2° 48′ 25″ E / 41.6913491517332°N,2.80694967527187°E                                     |                                                      |                                                     | Modifica les dades a Wikidata |
|        | Port de Cala Canyelles              | Lloret de Mar | port esportiu                                   |                                                                                                | 41° 42′ 13″ N, 2° 52′ 51″ E / 41.70362676966498°N,2.8809328964723706°E                                  |                                                      |                                                     | Modifica les dades a Wikidata |
|        | Rectoria de Lloret de Mar           | Lloret de Mar | rectoria                                        | Estil: arquitectura modernista 1920                                                            | 41° 42′ 00″ N, 2° 50′ 51″ E / 41.6999°N,2.84748°E ca:Plaça de l'Església                                | bé cultural d'interès local                          | Rectoria (Lloret de Mar)                            | Modifica les dades a Wikidata |
|        | Rosell                              | Lloret de Mar | vèrtex geodèsic                                 | Alt: 1.2m                                                                                      | 41° 43′ 14″ N, 2° 51′ 59″ E / 41.720593°N,2.866414°E 349.611 msnm                                       |                                                      |                                                     | Modifica les dades a Wikidata |
|        | Túnel de Montoriol                  | Lloret de Mar | túnel                                           | 1973 Hi passa: C-63                                                                            | 41° 44′ 24″ N, 2° 48′ 56″ E / 41.7399026058955°N,2.8155591613594°E                                      |                                                      |                                                     | Modifica les dades a Wikidata |
|        | WaterWorld                          | Lloret de Mar | parc d'atraccions                               |                                                                                                | |                                                      |                                                     | Modifica les dades a Wikidata |
|        | bòbila romana de Fenals             | Lloret de Mar | bòbila                                          |                                                                                                | 41° 41′ 45″ N, 2° 50′ 02″ E / 41.6957°N,2.83381°E                                                       |                                                      |                                                     | Modifica les dades a Wikidata |
|        | camins de ronda de Lloret de mar    | Lloret de Mar | passeig                                         |                                                                                                | |                                                      | Cami de Ronda (Lloret de Mar)                       | Modifica les dades a Wikidata |
|        | cementiri de Lloret de Mar          | Lloret de Mar | cementiri                                       | Estil: arquitectura modernista noucentisme                                                     | 41° 42′ 06″ N, 2° 50′ 10″ E / 41.701675°N,2.836183°E ca:Camí del Repòs                                  | bé cultural d'interès local                          | Lloret de Mar Cemetery                              | Modifica les dades a Wikidata |
|        | cova de ses Falzies                 | Lloret de Mar | cova                                            |                                                                                                | 41° 42′ 14″ N, 2° 53′ 25″ E / 41.7037897705822°N,2.89036136120579°E                                     |                                                      |                                                     | Modifica les dades a Wikidata |
|        | creu de Sant Pere del Bosc          | Lloret de Mar | creu de terme                                   | Estil: arquitectura modernista                                                                 | 41° 42′ 37″ N, 2° 47′ 36″ E / 41.7103°N,2.79336°E ca:Camí de Sant Pere del Bosc                         | bé cultural d'interès local                          | Creu de Sant Pere del Bosc                          | Modifica les dades a Wikidata |
|        | la Torreta                          | Lloret de Mar | torre de defensa                                |                                                                                                | 41° 41′ 55″ N, 2° 50′ 44″ E / 41.6986311144043°N,2.84545817979976°E                                     |                                                      |                                                     | Modifica les dades a Wikidata |
|        | mar Mediterrània                    |               | mar interior mar mediterrani conca hidrogràfica | Superfície: 2500000km² Profunditat: 5267 1541m Volum: 3839000km³                               | 38° N, 17° E / 38°N,17°E 0 msnm                                                                         |                                                      | Mediterranean Sea                                   | Modifica les dades a Wikidata |
|        | torrent de les Cigonyes             | Lloret de Mar | curs d'aigua                                    | Llarg: 2.6km                                                                                   | 41° 44′ 41″ N, 2° 49′ 51″ E / 41.744853°N,2.830818°E 41° 43′ 48″ N, 2° 50′ 51″ E / 41.730015°N,2.8476°E |                                                      |                                                     | Modifica les dades a Wikidata |